# بيفي دي كادور

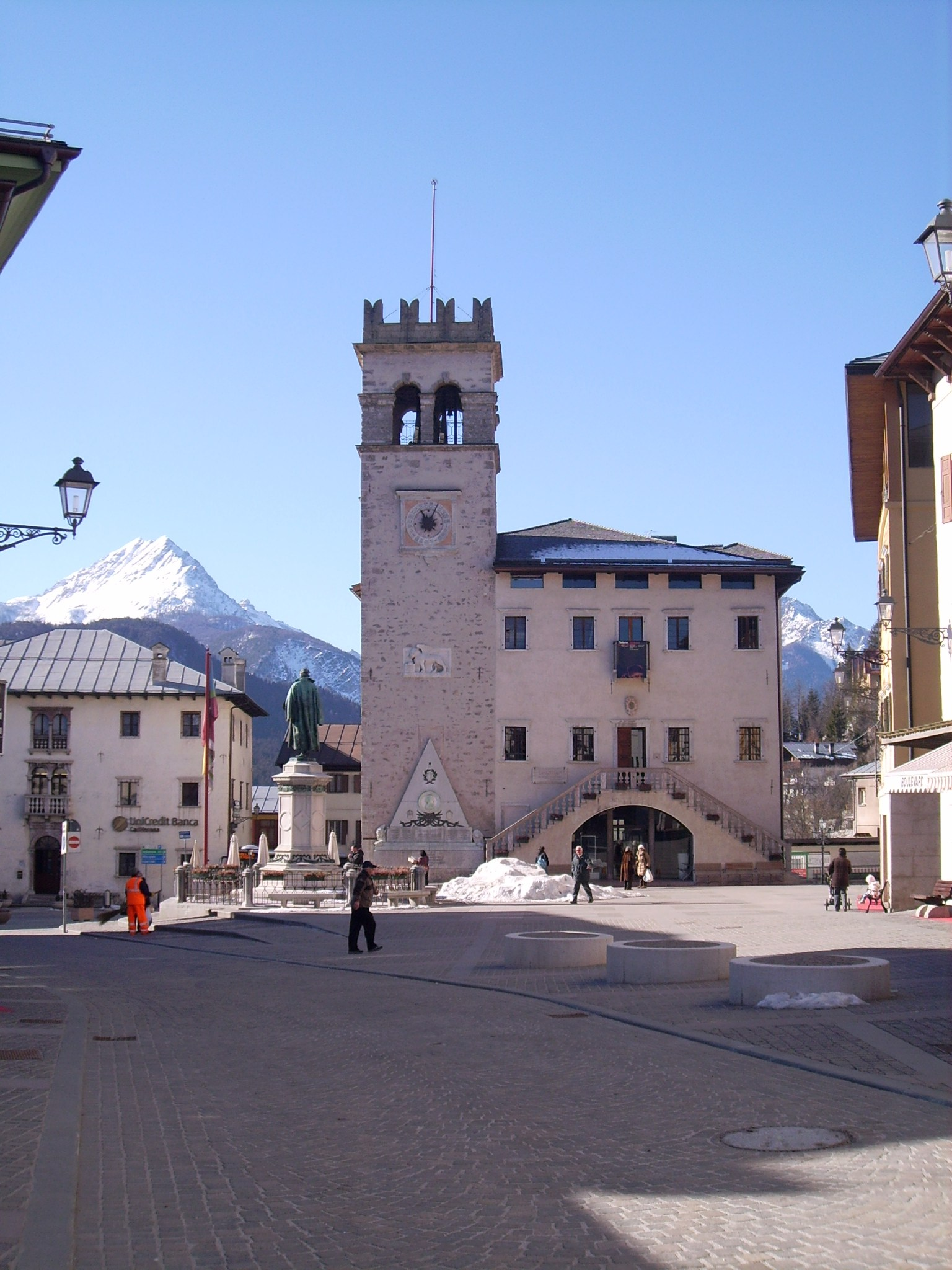
الميدان.

بيفي دي كادور هي كومونا تقع في مقاطعة بيلونو في منطقة فينيتو الإيطالية،  على بعد حوالي 110 كيلومتر (68 ميل) شمال البندقية وحوالي 35 كيلومتر (22 ميل) شمال شرق بيلونو. «Pieve بالإيطالية» وتعني «كنيسة الرعية». وهي مكان ميلاد الرسام الإيطالي تيتيان.
و في ظلّ موقعها الاستراتيجي، كانت المدينة معقلا في العصور الوسطى مع تحصينات، تسمى «مدينة فينيتو المسورة». والمعلم الرئيسي هو Palazzo della Magnifica Comunità («قصر المجتمع الرائع»)، الذي تم بناؤه في عام 1447 من قبل المجلس الذي يحمل اللقب نفسه وهو الذي حكم المدينة بعد ذلك يحتوي على برج مرلون تم الانتهاء منه في عام 1491.

## المواصلات
الطريق السريع SS51 يصل المدينة بالمجتمعات الأخرى في منطقة كادور دولوميت.

## الرياضة والسياحة

### المنشآت الرياضية
تحتوي المدينة على مسبح ونادي تنس وساحة هوكي الجليد وملعب بوتشي بالإضافة إلى ملاعب كرة قدم ومسار لركوب الدراجات يسمى مسار دورة الدولوميت يوفر إطلالات على الحي.

### جيرو ديتاليا
يمر مسار جيرو ديتاليا 2013 عبر كالالزو دي كادوري خلال المرحلة 11.

## مشاهير
- تيتيان - رسام عصر النهضة، ولد في بيفي دي كادوري (1488-1576) [6]
- ليزا فيتوزي - رياضي
- لوكا دي كارلو - سياسي
- أليسيا ديبول - متزلجة جبال الألب التوغولية المتجنس إيطالي المولد
- ستيفانيا كونستانتيني - بكرة الشعر الأولمبية الإيطالية

## روابط خارجية
- Official website باللغة الإيطالية
- بطاقات بريدية قديمة من Tai di Cadore (بلدية Pieve di Cadore) باللغة الإيطالية